# کنتیکت

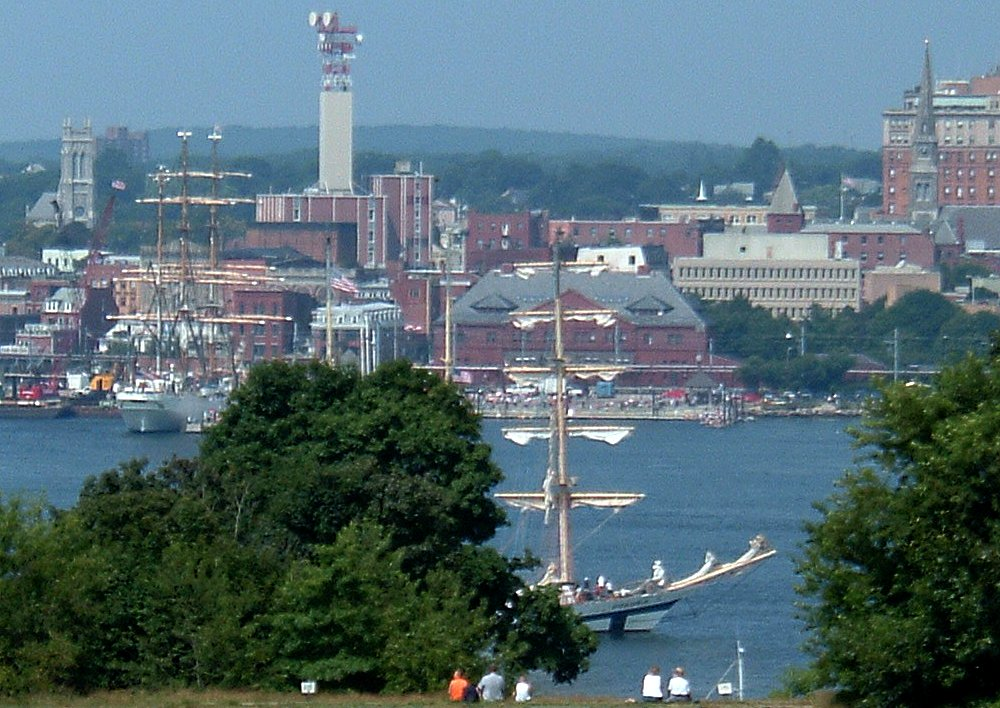
نمایی از شهر نیو لندن. کنتیکت یکی از ایالات ساحلی آمریکا است.

کنِتیکت (به انگلیسی: Connecticut) (‎i‎/kəˈnɛtɪkət/‎) ایالتی است از ایالت‌های نیو-انگلند آمریکا در شمال شرقی این کشور. پایتخت آن هارتفورد و شهر مهم آن بریجپورت است. این ایالت هم‌مرز با نیویورک، ماساچوست، رودآیلند و همچنین لانگ آیلند سوند می‌باشد. کانِتیکت ایالت قانون اساسی نیز خوانده می‌شود.
ایالت کنِتیکت از نظر مساحت سومین ایالت کوچک در کشور ایالات متحده است. همچنین این ایالت بیست و نهمین ایالت پرجمعیت کشور آمریکا است؛ هر چند از نظر تراکم جمعیت چهارمین ایالت پرجمعیت است.

## نام
نام کنِتیکت از روی رودخانه کنتیکت برگرفته شده‌ است؛ نام رودخانهٔ یادشده (Quinnehtukqut) هم در زبان موهگان پکوت به معنای «رودخانهٔ درازِ جَزر و مَدی یا کِشَندی» است.

## پیشینه
نخستین اروپایی‌هایی که در کنِتیکت ساکن شدند مهاجرین هلندی بودند. اما مهاجرت و سکونت روزافزون بریتانیایی‌ها در این منطقه در دهه ۱۶۳۰ میلادی به تشکیل مستعمرات بریتانیایی کنتیکت، نیوهیون و سی‌بروک انجامید. مستعمره کنتیکت برای اولین بار در سال ۱۶۳۹ میلادی نوعی قانون اساسی را تهیه کرد که پس از تأیید پادشاه انگلستان به عنوان منشور سلطنتی به رسمیت درآمد. این منشور سلطنتی (به انگلیسی: Fundamental Orders) به عنوان نخستین قانون اساسی در آمریکای شمالی شناخته می‌شود و به همین دلیل به ایالت کنِتیکت در کشور آمریکا لقب «ایالت قانون اساسی» داده‌اند.
بعدها کنِتیکت یکی از سیزده مستعمره‌ای بود که در جریان انقلاب آمریکا علیه سلطه بریتانیا قیام کردند.

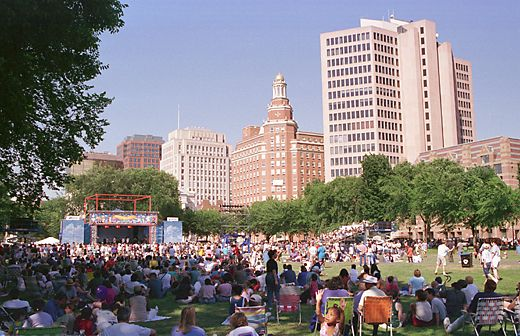
نمای شهر نیو هیون در هنگام برگزاری فستیوال. این شهر زادگاه جورج دبلیو بوش رئیس‌جمهور آمریکاست.

## جغرافیا
کنِتیکت از جنوب با لانگ ایلند، از غرب با نیویورک، از شمال با ماساچوست، و از شرق با رودایلند همسایه است. پایتخت کنِتیکت شهر هارتفورد و پرجمعیت‌ترین شهرهای آن بریجپورت، نیوهیون، استمفورد، واتربری، نورواک، دانبری، نیو بریتن، گرینویچ و بریستول است.
بلندترین نقطه کنِتیکت بی‌یر ماونتین در سلیسبوری در گوشه شمال غرب این ایالت واقع شده‌است. این نقطه‌ای درست در شرق قسمتی است که سه ایالت ماساچوست، نیویورک، و کنتیکت به هم می‌رسند.

### آب و هوا
آب و هوای کنِتیکت آب و هوای قاره‌ای مرطوب با زمستان‌های سرد و تابستان‌های گرم است.

## اقتصاد
در سال ۲۰۱۲، این ایالت تولید ناخالص داخلی برابر با ۲۴۳٬۳۸۶ میلیارد دلار داشت، که قابل مقایسه با تولید ناخالص داخلی کشور فنلاند (۲۴۷٬۳۸۷ میلیارد دلار) بود.
در سال ۲۰۱۳ درآمد سرانه در این ایالت ۶۰۸۴۷ دلار بود که بیشترین درآمد سرانه در بین کل ایالت‌های کشور آمریکا به‌شمار می‌رود. با این حال درآمد به صورت نامتقارنی توزیع شده‌است، به‌طوری‌که بعد از ایالت نیویورک این ایالت بیشترین اختلاف بین میانگین یک درصد بالای و میانگین ۹۹ درصد پایین را دارا می‌باشد. بر اساس یک تحقیق که در سال ۲۰۱۳ انجام گرفته کنِتیکت بیشترین تعداد میلیونر نسبت به جمعیت را در کل ایالات متحده دارا است.

## دانشگاه‌های مشهور
دانشگاه ییل یکی از اعضای آیوی لیگ در این ایالت قرار دارد. دانشگاه کنتیکت بزرگ‌ترین دانشگاه ایالت و از اعضای لیگ آیوی عمومی است که در مسابقات ورزشی به ویژه در بسکتبال افتخارات فراوانی را کسب نموده‌است. دانشگاه هارتفورد و دانشگاه ایالتی کنتیکت شرقی از دیگر دانشگاه‌های دیگر این ایالت به‌شمار می‌رود.

## مشاهیر
از مشاهیر این ایالت می‌توان جورج دبلیو بوش، ویلیام چیتیک و رالف نادر را نام برد.